# VBZ Be 4/6 (Mirage)
Be 4/6 1601–1726 ist die Bauartenbezeichnung für eine Gelenktriebwagenserie der Strassenbahn Zürich. Die von den Verkehrsbetrieben Zürich (VBZ) beschafften Fahrzeuge sind auch unter dem Spitznamen «Mirage» bekannt.

## Übersicht
Der Spitzname «Mirage» entstand, weil es ähnlich wie bei den gleichzeitig mit den ersten Wagen (1968) beschafften Mirage-Kampfflugzeugen der Schweizer Armee zu einer Kostenüberschreitung kam. Ebenfalls aus diesem Grund wurden nach 90 gewöhnlichen Triebwagen die letzten 36 Triebwagen ohne Führerstand beschafft; diese sogenannten geführten Motorwagen (Beitriebwagen) können nur als hinterer Wagen in Doppeltraktionen eingesetzt werden. Diese Fahrzeuge erhielten den Übernamen «Blinde Kuh», weil sie ursprünglich kein Frontlicht besassen.
Auf Grund der Erfahrungen mit den beiden Prototypen Be 6/6 1801 (mit zwei Gelenken) und 1802 (mit einem Gelenk) wurde ein Fahrzeug mit zwei Gelenken zur Vermeidung von Kreuzungsverboten in engen Bögen bestellt. Da ein Fahrzeug mit Anhänger auf den Bergstrecken wie der Linie 13 (Albisgüetli) oder 7 (Central – Weinbergstrasse) eine ungenügende Beschleunigung erbrachte, entschied man sich für einen dreiteiligen Triebwagen mit vier Trieb- und zwei Laufachsen, der sowohl alleine als auch in Vielfachsteuerung verkehren konnte.
Das erste und dritte Aussenlager-Drehgestell ist mit je zwei Motoren à 75 kW angetrieben, während das zweite Laufdrehgestell mittig unter dem zweiten, kurzen Segment des Wagenkastens angebracht ist. Diese Konstruktion ermöglicht das Befahren von engen Bögen ohne eine zu grosse Fahrzeugbegrenzungslinie zu benötigen.

## Betrieb
«Mirage»-Triebwagen können einzeln oder als Doppeltraktion mit einem zweiten «Mirage»- oder «Blinde Kuh»-Wagen eingesetzt werden. 1966  wurde mit der Ablieferung der ersten Triebwagen die Doppeltraktion in Zürich auf den Linien 2, 7, 13 und 14 eingeführt.
Die ersten 76 Triebwagen wurden mit einer Kondukteurkabine geliefert. Mit der Umstellung auf Selbstbedienung 1969 wurde dies obsolet und ab Nummer 1677 wurden die «Mirage»-Triebwagen und alle Beitriebwagen «Blinde Kuh» ohne diese geliefert. Die bestehenden Kondukteurkabinen wurden in den folgenden Jahren ausgebaut. Damit erhöhte sich die ursprüngliche Sitzplatzzahl von 43 auf 47 für die Nummern 1601–1660 und von 39 auf 43 bei den Nummern 1661–1676.
Bis in die 1980er Jahre wurden die Tramzüge der VBZ in den Randstunden am Abend und an Sonn- und Feiertagen teilweise auf einen Einzeltriebwagen verkürzt. Für die Fahrten von, zum und im Depot (sogenannter Manöverbetrieb) verfügten die Triebwagen hinten, die Blinden Kühe vorne und hinten je über einen Hilfsführerstand. Ab 1978 erhielten die Blinden Kühe vorne für diese Fahrten  nachträglich ein Frontlicht und einen Scheibenwischer, womit der Übername blind eigentlich nicht mehr gerechtfertigt war.
Ab 1976 wurden die «Mirage»-Triebwagen auf Grund der Ablieferung der neuen Triebwagenserie «Tram 2000» auch auf der Linie 11 und als Einzeltriebwagen auf den Linien 5, 6, 8 und 15 eingesetzt. Zudem wurden 1978–1987 insgesamt 25 Triebwagen (1601–1605 und 1671–1690) für den Einsatz mit Beiwagen B4 der Schweizer Standardbauart (747, 765–768, 770, 787–800)  mit Steckdosen für Elektro- und Luftkupplung nachgerüstet. Diese Züge verkehrten auf den Linien 3 und 4.
29 Triebwagen (1648–1676) wurden zwischen 1985 und 1990 mit der Integra-Streckenblocksicherung «Zugstop» (neue Bezeichnung ZST 90) für den Einsatz im Tramtunnel nach Schwamendingen für den Betrieb auf der Linie 7 nachgerüstet.

### Letzte Betriebsjahre
Im Fahrplanjahr 2007 kamen die Fahrzeuge noch auf den Linien 2 (Doppeltraktion), 4 (mit Beiwagen), 7 (Doppeltraktion), in Form von acht Triebwagen mit Beiwagen und dreizehn Doppeltraktionen zum Einsatz. Durch die fortschreitende Auslieferung der Be 5/6 «Cobra» schieden die Fahrzeuge seit Ende 2007 kontinuierlich aus dem Bestand der Verkehrsbetriebe Zürich aus.
Im Dezember 2007 endete der Betrieb mit Beiwagen auf der Linie 4 sowie der Einsatz der meisten führerstandlosen Beitriebwagen. Nur zwei beziehungsweise vier Beitriebwagen in einem Euro-2008-Sonderanstrich (Wagen 1712 als Coca-Cola und 1717 als Credit Suisse) blieben bis Juli 2008 im Einsatz. In einem Euro-2008-Sonderanstrich waren die Wagen 1683 (Credit Suisse), 1687 (Coca-Cola) und 1689 Fussball Euro 2008 die ebenfalls bis Juli 2008 im Einsatz waren. Zwei weitere Beitriebwagen (Wagen 1710 und 1725) mit Fahrgastzähl-Einrichtung bis Mai 2009 im Einsatz.
Zwischen Mitte 2008 und Ende 2008 wurde der Unterhalt rationalisiert, die Anzahl Wartungsstandorte sank damit von drei (Depots Hard, Irchel und Kalkbreite) auf nur noch einen Standort (Depot Kalkbreite). Hierfür wurden ab Mitte 2008 kontinuierlich alle «Mirage» von der Linie 7 (Wartungsstandort Irchel) abgezogen; per Fahrplanwechsel im Dezember 2008 wurde der Unterhaltstrakt im Depot Hard geschlossen und der Unterhalt der Linie 13 ins Depot Kalkbreite verlegt.
Mitte 2009 endete der artreine Betrieb mit «Mirage» auf der Linie 2, während die Fahrzeuge bis Jahresende komplett von der Linie 13 abgezogen wurden. Ab Jahresanfang 2010 verkehrte noch knapp die Hälfte der Kurse der Linie 2 mit «Mirage» in Doppeltraktion, während die Solowagen auf der Linie 8 noch die Mehrheit der Kurse stellten. Mit der Inbetriebnahme der letzten ausstehenden «Cobra» Ende Mai 2010, wurden die verbliebenen «Mirage» per 30. Juni 2010 aus dem Regeldienst genommen; gut ein Dutzend Fahrzeuge verbleiben als Notreserve im Bestand der VBZ.
Die ausgesonderten Fahrzeuge wurden je nach Zustand an die Straßenbahn Winnyzja in der Ukraine abgegeben oder verschrottet. Nach Winnyzja gelangten durch das vom Staatssekretariat für Wirtschaft (SECO) finanzierte Programm bis Mitte 2010 insgesamt 45 Triebwagen und drei Beitriebwagen, die Zürich im April 2008 (Wagen 1601-1605, 1715 und 1718), im September / Oktober 2008 (Wagen 1612, 1614, 1615, 1619, 1620, 1622, 1639, 1683, 1687, 1689 und 1717), im Oktober 2009 (Wagen 1606, 1609, 1611, 1613, 1616, 1618, 1623, 1624, 1628, 1630, 1631, 1633 und 1636), im März 2010 (Wagen 1608, 1610, 1625, 1627, 1634, 1635, 1637, 1638, 1652, 1653, 1658, 1662, 1669, 1678, 1682, 1684) und im Juni / Juli 2010 (Wagen 1629, 1640, 1642, 1646-1651, 1655, 1657, 1660, 1663, 1665, 1666, 1671, 1672, 1680) verlassen haben. Eine letzte Lieferung mit zwölf Mirage-Triebwagen (Wagen 1626, 1656, 1659, 1664, 1668, 1673, 1676, 1677, 1679, 1681, 1685, 1688) und Ersatzteilen verliess Zürich am 23./24. November 2011 für den Transport nach Winnyzja.

### Reaktivierung in den Jahren 2019–2021
Um den Fahrzeugengpass nach Verlängerung der Linien 2 und 8 zu entspannen, kam vom 25. Februar 2019 an einer der zwei in Zürich museal aufbewahrten Be 4/6 (Triebwagen 1674 und 1675) von Montag bis Freitag in der abendlichen Hauptverkehrszeit als Zusatzkurs auf der Linie 8 zum Einsatz. Der zweite Wagen fuhr dann ab dem 2. September 2019 als Regelkurs auf der Linie 17. Ab dem 25. November 2019 fuhren beide regelmässig als Doppeltraktion auf der Linie 13. Hier ebenfalls von Montag bis Freitag zur abendlichen Hauptverkehrszeit. Weil schon genügend Fahrzeuge vom Typ "Flexity" abgeliefert wurden, so sind die beiden Mirages seit dem 1. April 2021 ausser Betrieb und nur noch als Museumstram unterwegs.

## Galerie

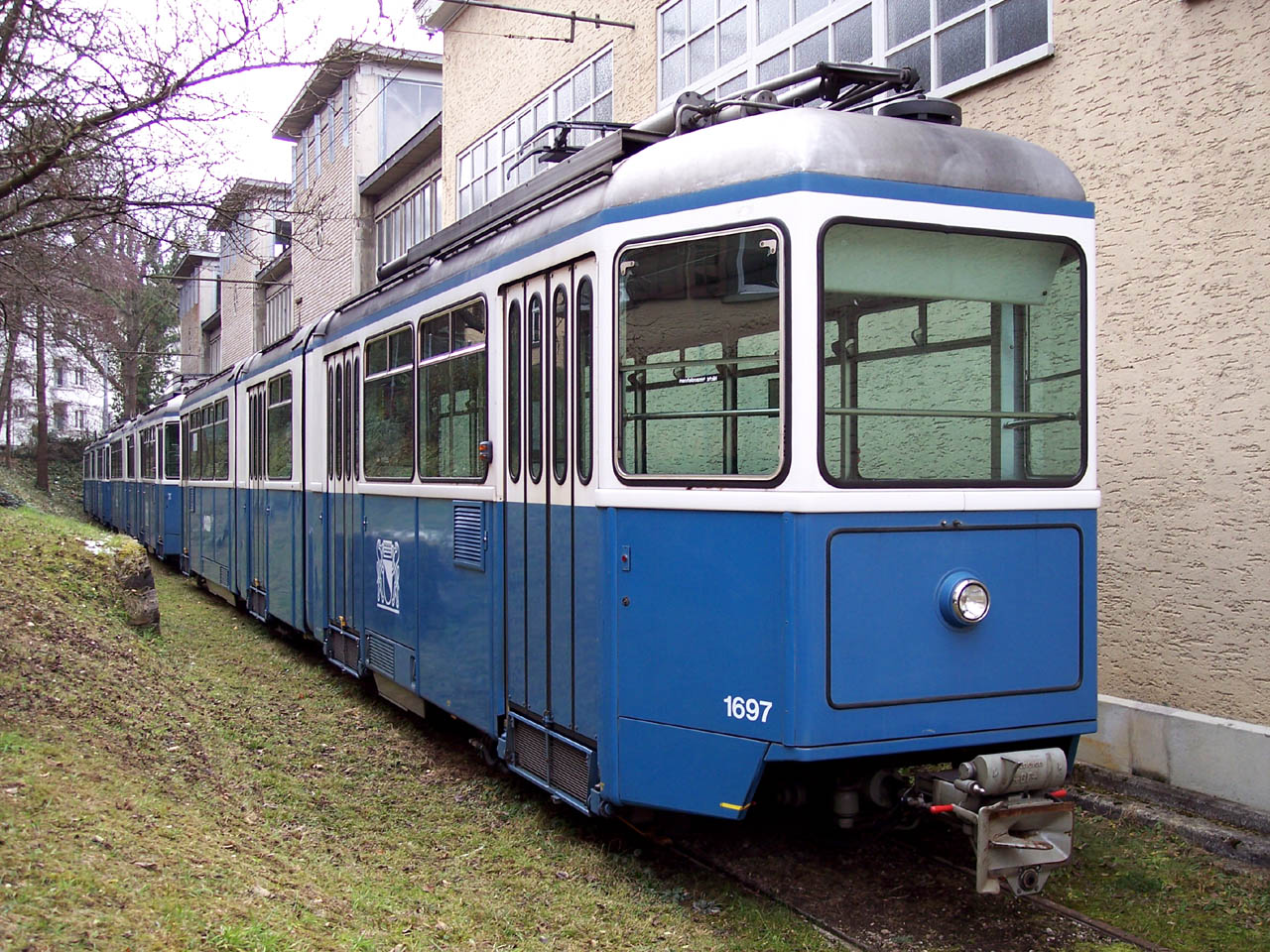
Führerstandsloser Beitriebwagen Be 4/6 «Blinde Kuh»
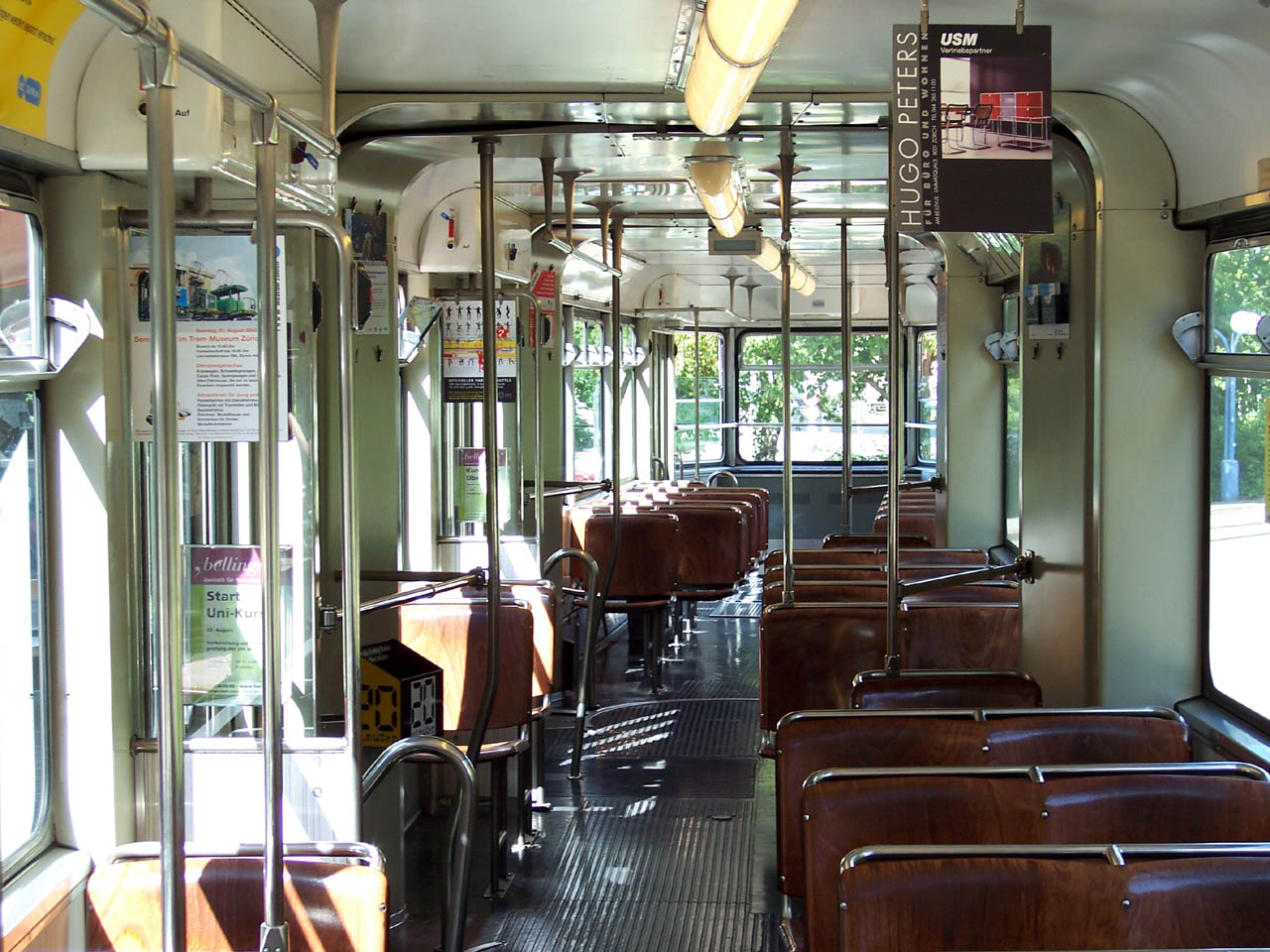
Innenraum einer «Mirage»
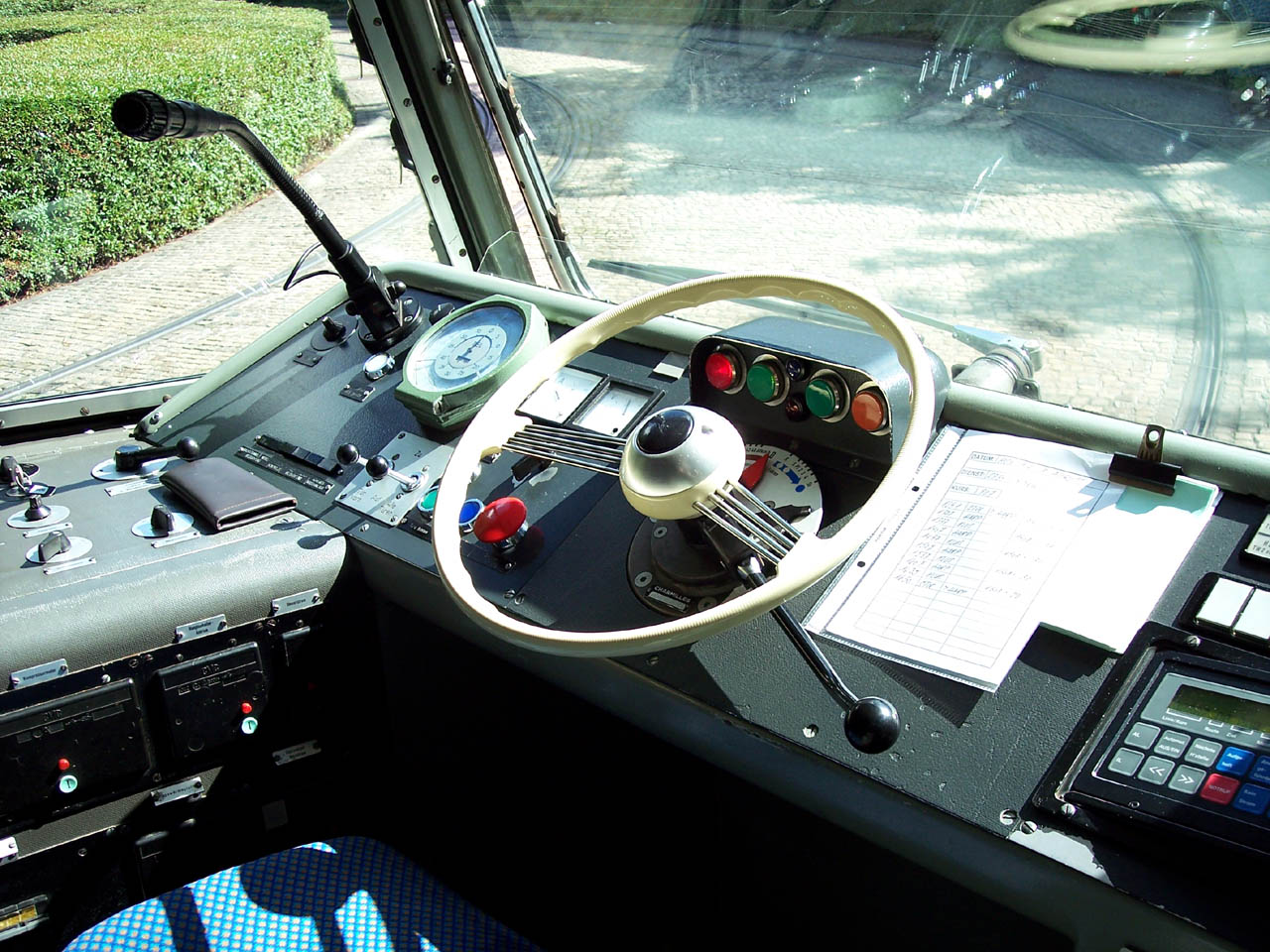
Führerstand einer «Mirage»
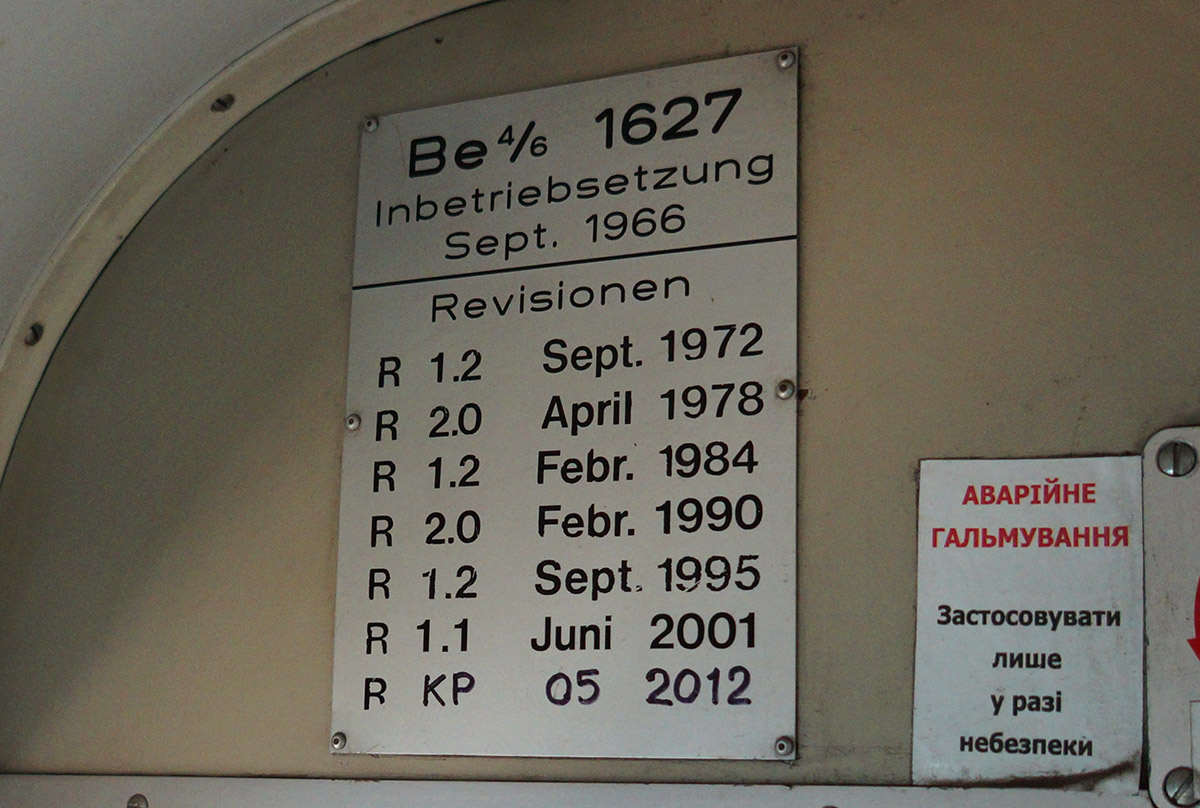
Inventar-Tafel des Be 4/6 1627 in Winnyzja
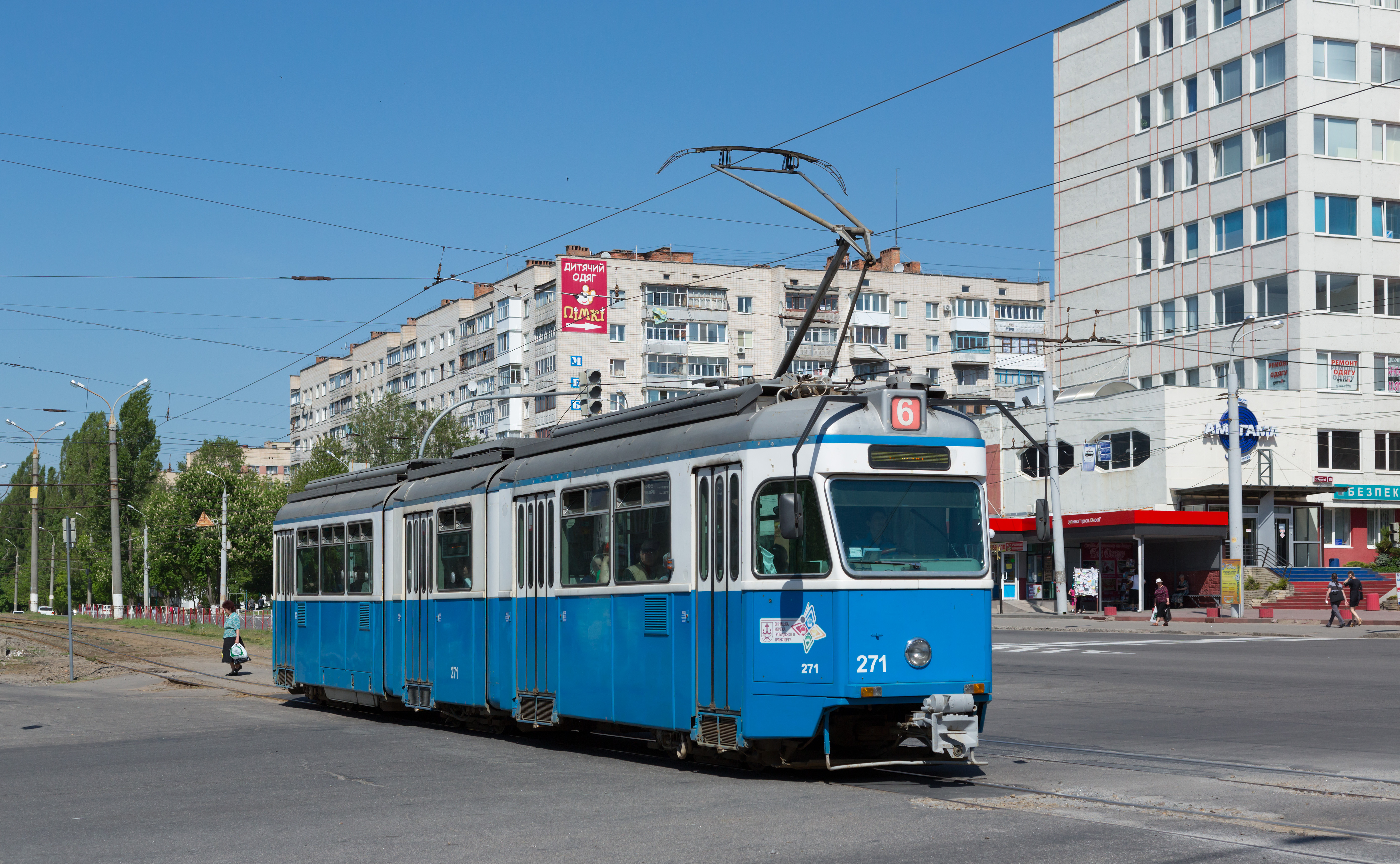
Umgebauter Be 4/6 in Winnyzja mit verlängerten Auflaufhörnern am Stromabnehmer, grosszügigerem Rückspiegel, zusätzlichen Blinkern und digitaler Fahrtzielanzeige

## Bestand
Der "Bestand" beschreibt den aktuellen Status einer Mirage, z. B. ob sie nach Vinnitsa abgeliefert ist, oder ob sie abgebrochen ist. Weiterhin beschreibt der Bestand die neue Wagennummer in Vinnitsa, sowie das Datum des Abtransportes, Datum des Abbruchs und mit zusätzlichen Bemerkungen. Von ursprünglich 126 Mirages wurden 46 davon verschrottet, der Rest (78 Stück) wurden nach Vinnitsa abgeliefert. Zwei Stück sind in Zürich geblieben (1674 & 1675). Bei den Verschrottungen sind vor allem Blinde Kühe betroffen, da sie nicht mehr notwendig waren, sowie nicht flexibel einsetzbar waren. Weitere Gründe für Verschrottungen waren: Defekte, schwere Kollisionsschäden usw.
| Wagennummer | Status                                  | Bemerkungen                                              |
| ----------- | --------------------------------------- | -------------------------------------------------------- |
| 1601        | Abtransport nach Vinnitsa am 01.04.2008 | Neue Wagennummer: 255                                    |
| 1602        | Abtransport nach Vinnitsa am 01.04.2008 | Neue Wagennummer: 257                                    |
| 1603        | Abtransport nach Vinnitsa am 01.04.2008 | Neue Wagennummer: 259                                    |
| 1604        | Abtransport nach Vinnitsa am 02.04.2008 | Neue Wagennummer: 261                                    |
| 1605        | Abtransport nach Vinnitsa am 02.04.2008 | Neue Wagennummer: 263                                    |
| 1606        | Abtransport nach Vinnitsa am 21.10.2009 | Neue Wagennummer: 285                                    |
| 1607        | Abbruch am 19.02.2009                   | Abbruch wegen Defekt                                     |
| 1608        | Abtransport nach Vinnitsa am 09.03.2010 | Neue Wagennummer: 299                                    |
| 1609        | Abtransport nach Vinnitsa am 21.10.2009 | Neue Wagennummer: 286                                    |
| 1610        | Abtransport nach Vinnitsa am 09.03.2010 | Neue Wagennummer: 300                                    |
| 1611        | Abtransport nach Vinnitsa am 21.10.2009 | Neue Wagennummer: 287                                    |
| 1612        | Abtransport nach Vinnitsa am 30.09.2008 | Neue Wagennummer: 269                                    |
| 1613        | Abtransport nach Vinnitsa am 20.10.2009 | Neue Wagennummer: 288                                    |
| 1614        | Abtransport nach Vinnitsa am 01.10.2008 | Neue Wagennummer: 265                                    |
| 1615        | Abtransport nach Vinnitsa am 30.09.2008 | Neue Wagennummer: 275                                    |
| 1616        | Abtransport nach Vinnitsa am 21.10.2009 | Neue Wagennummer: 289                                    |
| 1617        | Abbruch am 28.06.2005                   | Abbruch wegen Kollisionsschaden                          |
| 1618        | Abtransport nach Vinnitsa am 21.10.2009 | Neue Wagennummer: 290                                    |
| 1619        | Abtransport nach Vinnitsa am 30.09.2008 | Neue Wagennummer: 277                                    |
| 1620        | Abtransport nach Vinnitsa am 30.09.2008 | Neue Wagennummer: 267                                    |
| 1621        | Abbruch am 19.01.2009                   | Abbruch wegen Defekt                                     |
| 1622        | Abtransport nach Vinnitsa am 01.10.2008 | Neue Wagennummer: 271                                    |
| 1623        | Abtransport nach Vinnitsa am 20.10.2009 | Neue Wagennummer: 291                                    |
| 1624        | Abtransport nach Vinnitsa am 21.10.2009 | Neue Wagennummer: 292                                    |
| 1625        | Abtransport nach Vinnitsa am 08.03.2010 | Neue Wagennummer: 301                                    |
| 1626        | Abtransport nach Vinnitsa am 23.11.2011 | Neue Wagennummer: 333                                    |
| 1627        | Abtransport nach Vinnitsa am 09.03.2010 | Neue Wagennummer: 302                                    |
| 1628        | Abtransport nach Vinnitsa am 22.10.2009 | Neue Wagennummer: 293                                    |
| 1629        | Abtransport nach Vinnitsa am 29.06.2010 | Neue Wagennummer: 315                                    |
| 1630        | Abtransport nach Vinnitsa am 20.10.2009 | Neue Wagennummer: 294                                    |
| 1631        | Abtransport nach Vinnitsa am 20.10.2009 | Neue Wagennummer: 295                                    |
| 1632        | Abtransport nach Vinnitsa am 22.10.2009 | Neue Wagennummer: 296                                    |
| 1633        | Abtransport nach Vinnitsa am 20.10.2009 | Neue Wagennummer: 297                                    |
| 1634        | Abtransport nach Vinnitsa am 08.03.2010 | Neue Wagennummer: 303                                    |
| 1635        | Abtransport nach Vinnitsa am 08.03.2010 | Neue Wagennummer: 304                                    |
| 1636        | Abtransport nach Vinnitsa am 20.10.2009 | Neue Wagennummer: 298                                    |
| 1637        | Abtransport nach Vinnitsa am 08.03.2010 | Neue Wagennummer: 305                                    |
| 1638        | Abtransport nach Vinnitsa am 08.03.2010 | Neue Wagennummer: 306                                    |
| 1639        | Abtransport nach Vinnitsa am 30.09.2008 | Neue Wagennummer: 273                                    |
| 1640        | Abtransport nach Vinnitsa am 29.06.2010 | Neue Wagennummer: 316                                    |
| 1641        | Abbruch am 12.06.2009                   | Abbruch wegen Kollisionsschaden                          |
| 1642        | Abtransport nach Vinnitsa am 30.06.2010 | Neue Wagennummer: 317                                    |
| 1643        | Abbruch am 25.07.2008                   | Abbruch wegen Kollisionsschaden                          |
| 1644        | Abbruch am 19.05.2009                   | Abbruch wegen Defekt                                     |
| 1645        | Abbruch am 13.05.2009                   | Abbruch wegen Kollisionsschaden                          |
| 1646        | Abtransport nach Vinnitsa am 01.07.2010 | Neue Wagennummer: 318                                    |
| 1647        | Abtransport nach Vinnitsa am 29.06.2010 | Neue Wagennummer: 319                                    |
| 1648        | Abtransport nach Vinnitsa am 30.06.2010 | Neue Wagennummer: 320                                    |
| 1649        | Abtransport nach Vinnitsa am 30.06.2010 | Neue Wagennummer: 321                                    |
| 1650        | Abtransport nach Vinnitsa am 29.06.2010 | Neue Wagennummer: 322                                    |
| 1651        | Abtransport nach Vinnitsa am 01.07.2010 | Neue Wagennummer: 323                                    |
| 1652        | Abtransport nach Vinnitsa am 09.03.2010 | Neue Wagennummer: 307                                    |
| 1653        | Abtransport nach Vinnitsa am 09.03.2010 | Neue Wagennummer: 308                                    |
| 1654        | Abbruch am 14.06.2005                   | Abbruch wegen Kollisionsschaden                          |
| 1655        | Abtransport nach Vinnitsa am 29.06.2010 | Neue Wagennummer: 324                                    |
| 1656        | Abtransport nach Vinnitsa am 24.11.2011 | Neue Wagennummer: 334                                    |
| 1657        | Abtransport nach Vinnitsa am 30.06.2010 | Neue Wagennummer: 325                                    |
| 1658        | Abtransport nach Vinnitsa am 09.03.2010 | Neue Wagennummer: 309                                    |
| 1659        | Abtransport nach Vinnitsa am 23.11.2011 | Neue Wagennummer: 335                                    |
| 1660        | Abtransport nach Vinnitsa am 30.06.2010 | Neue Wagennummer: 326                                    |
| 1661        | Abbruch am 19.01.2007                   | Abbruch wegen Kollisionsschaden                          |
| 1662        | Abtransport nach Vinnitsa am 09.03.2010 | Neue Wagennummer: 310                                    |
| 1663        | Abtransport nach Vinnitsa am 29.06.2010 | Neue Wagennummer: 327                                    |
| 1664        | Abtransport nach Vinnitsa am 23.11.2011 | Neue Wagennummer: 336                                    |
| 1665        | Abtransport nach Vinnitsa am 01.07.2010 | Neue Wagennummer: 328                                    |
| 1666        | Abtransport nach Vinnitsa am 30.06.2010 | Neue Wagennummer: 329                                    |
| 1667        | Abbruch am 02.06.2010                   | Abbruch wegen Kollisionsschaden                          |
| 1668        | Abtransport nach Vinnitsa am 23.11.2011 | Neue Wagennummer: 337                                    |
| 1669        | Abtransport nach Vinnitsa am 10.03.2010 | Neue Wagennummer: 311                                    |
| 1670        | Abbruch am 22.11.2006                   | Abbruch wegen Kollisionsschaden                          |
| 1671        | Abtransport nach Vinnitsa am 01.07.2010 | Neue Wagennummer: 330                                    |
| 1672        | Abtransport nach Vinnitsa am 01.07.2010 | Neue Wagennummer: 331                                    |
| 1673        | Abtransport nach Vinnitsa am 24.11.2011 | Neue Wagennummer: 338                                    |
| 1674        | Fahrzeug des Tram-Museums Zürich        | Trotz Ausrangierung erneuter Linien-Einsatz 2019-2021    |
| 1675        | Fahrzeug des Tram-Museums Zürich        | Trotz Ausrangierung erneuter Linien-Einsatz 2019-2021    |
| 1676        | Abtransport nach Vinnitsa am 24.11.2011 | Neue Wagennummer: 339                                    |
| 1677        | Abtransport nach Vinnitsa am 23.11.2011 | Neue Wagennummer: 340                                    |
| 1678        | Abtransport nach Vinnitsa am 10.03.2010 | Neue Wagennummer: 312                                    |
| 1679        | Abtransport nach Vinnitsa am 24.11.2011 | Neue Wagennummer: 341                                    |
| 1680        | Abtransport nach Vinnitsa am 01.07.2010 | Neue Wagennummer: 332                                    |
| 1681        | Abtransport nach Vinnitsa am 24.11.2011 | Neue Wagennummer: 342                                    |
| 1682        | Abtransport nach Vinnitsa am 09.03.2010 | Neue Wagennummer: 313                                    |
| 1683        | Abtransport nach Vinnitsa am 01.10.2008 | Neue Wagennummer: 279                                    |
| 1684        | Abtransport nach Vinnitsa am 08.03.2010 | Neue Wagennummer: 314                                    |
| 1685        | Abtransport nach Vinnitsa am 24.11.2011 | Neue Wagennummer: 343                                    |
| 1686        | Abbruch am 22.12.2009                   | Abbruch wegen Kollisionsschaden                          |
| 1687        | Abtransport nach Vinnitsa am 01.10.2008 | Neue Wagennummer: 281                                    |
| 1688        | Abtransport nach Vinnitsa am 24.11.2011 | Neue Wagennummer: 344                                    |
| 1689        | Abtransport nach Vinnitsa am 01.10.2008 | Neue Wagennummer: 283                                    |
| 1690        | Abbruch am 31.10.2005                   | Abbruch da nicht notwendig und nicht flexibel einsetzbar |
| 1691        | Abbruch am 20.07.2005                   | Abbruch da nicht notwendig und nicht flexibel einsetzbar |
| 1692        | Abbruch am 08.02.2008                   | Abbruch da nicht notwendig und nicht flexibel einsetzbar |
| 1693        | Abbruch am 09.11.2007                   | Abbruch da nicht notwendig und nicht flexibel einsetzbar |
| 1694        | Abbruch am 12.02.2008                   | Abbruch da nicht notwendig und nicht flexibel einsetzbar |
| 1695        | Abbruch am 05.10.2007                   | Abbruch da nicht notwendig und nicht flexibel einsetzbar |
| 1696        | Abbruch am 04.03.2008                   | Abbruch da nicht notwendig und nicht flexibel einsetzbar |
| 1697        | Abbruch am 07.11.2006                   | Abbruch da nicht notwendig und nicht flexibel einsetzbar |
| 1698        | Abbruch am 15.02.2008                   | Abbruch da nicht notwendig und nicht flexibel einsetzbar |
| 1699        | Abbruch am 05.11.2007                   | Abbruch da nicht notwendig und nicht flexibel einsetzbar |
| 1700        | Abbruch am 21.06.2005                   | Abbruch wegen Kollisionsschaden                          |
| 1701        | Abbruch am 31.01.2008                   | Abbruch da nicht notwendig und nicht flexibel einsetzbar |
| 1702        | Abbruch am 16.05.2006                   | Abbruch da nicht notwendig und nicht flexibel einsetzbar |
| 1703        | Abbruch am 28.09.2007                   | Abbruch da nicht notwendig und nicht flexibel einsetzbar |
| 1704        | Abbruch am 29.02.2008                   | Abbruch da nicht notwendig und nicht flexibel einsetzbar |
| 1705        | Abbruch am 05.12.2007                   | Abbruch da nicht notwendig und nicht flexibel einsetzbar |
| 1706        | Abbruch am 24.10.2007                   | Abbruch da nicht notwendig und nicht flexibel einsetzbar |
| 1707        | Abbruch am 14.11.2007                   | Abbruch da nicht notwendig und nicht flexibel einsetzbar |
| 1708        | Abbruch am 06.06.2006                   | Abbruch da nicht notwendig und nicht flexibel einsetzbar |
| 1709        | Abbruch am 20.09.2007                   | Abbruch da nicht notwendig und nicht flexibel einsetzbar |
| 1710        | Abbruch am 19.01.2010                   | Abbruch da nicht notwendig und nicht flexibel einsetzbar |
| 1711        | Abbruch am 26.01.2010                   | Abbruch da nicht notwendig und nicht flexibel einsetzbar |
| 1712        | Abbruch am 26.01.2010                   | Abbruch da nicht notwendig und nicht flexibel einsetzbar |
| 1713        | Abbruch am 21.01.2008                   | Abbruch da nicht notwendig und nicht flexibel einsetzbar |
| 1714        | Abbruch am 24.01.2008                   | Abbruch da nicht notwendig und nicht flexibel einsetzbar |
| 1715        | Abtransport nach Vinnitsa am 02.04.2008 | Neue Wagennummer: 264, kein Einsatz                      |
| 1716        | Abbruch am 07.03.2008                   | Abbruch da nicht notwendig und nicht flexibel einsetzbar |
| 1717        | Abtransport nach Vinnitsa am 30.09.2008 | Neue Wagennummer: 272, kein Einsatz                      |
| 1718        | Abtransport nach Vinnitsa am 02.04.2008 | Neue Wagennummer: 260, kein Einsatz                      |
| 1719        | Abbruch am 12.12.2007                   | Abbruch da nicht notwendig und nicht flexibel einsetzbar |
| 1720        | Abbruch am 07.12.2007                   | Abbruch da nicht notwendig und nicht flexibel einsetzbar |
| 1721        | Abbruch am 13.03.2008                   | Abbruch da nicht notwendig und nicht flexibel einsetzbar |
| 1722        | Abbruch am 16.10.2007                   | Abbruch da nicht notwendig und nicht flexibel einsetzbar |
| 1723        | Abbruch am 11.01.2010                   | Abbruch da nicht notwendig und nicht flexibel einsetzbar |
| 1724        | Abbruch am 11.01.2010                   | Abbruch da nicht notwendig und nicht flexibel einsetzbar |
| 1725        | Abbruch am 19.01.2010                   | Abbruch da nicht notwendig und nicht flexibel einsetzbar |
| 1726        | Abbruch am 04.09.2007                   | Abbruch da nicht notwendig und nicht flexibel einsetzbar |

## Sonderwagen
Zu besonderen Anlässen bekamen gewisse Mirages eine andere Umgestaltung. So bekamen folgendes Mirages diese Motive:
1601+716: Kino-Tram (1989)
1601+1691: Heureka-Tram (1991)
1640+1692: Sport-Tram (1991-1996)
1651: China-Tram (1986)
1651: Kunst-Tram (1987)
1651: Pro-Juventute-Tram (1988)
1676: Balletttram (2010)
1683+1717: Credit-Suisse EURO 08 (2008)
1687+1712: Coca-Cola EURO 08 (2008)
1689: UEFA EURO 08 (2008)
1690+1691: Regenbogen-Tram (1996-2005)
Im Inneren war grundsätzlich nichts geändert worden, ausser bei den Kompositionen 1687+1712 und 1690+1691. Im 1687 war ein Coca-Cola Automat angebracht worden, hierbei mussten zwei Zweiersitze entfernt werden. In der Komposition 1690+1691 bekam die Inneneinrichtung eine komplett andere Gestaltung, diese war ein Vorläufer für die neuen Cobra-Trams. Es gab im Innenraum dabei folgende Änderungen: Die Holzschalensitze wurden durch normale Holzsitze mit Schlitzen ersetzt, die Innenwand wurde blau,  und die Decke wurde als S-Bogen ausgebildet. Im Rahmen der letzten Revision im Jahr 2000 bekam der Wagen 1690 hinter der Führerkabine sogar einen Fernseher. 

## Unfälle und besondere Ereignisse
Summarisch sind Unfälle ab 1970 aufgeführt, die von der Unfalluntersuchungsstelle Bahnen und Schiffe (UUS) respektive Nachfolgebehörde Schweizerische Sicherheitsuntersuchungsstelle (SUST) dokumentiert wurden, sowie schwere Zwischenfälle mit Strassenfahrzeugen und andere Vorfälle. Wo nicht anders vermerkt, wurden die beschädigten Fahrzeuge jeweils von der Zentralwerkstätte der VBZ wieder instand gesetzt.

### 28. April 1971: Entgleisung Wipkingerbrücke
Aufgrund übersetzter Geschwindigkeit entgleiste und kippte zur Seite der zweite Triebwagen in der Rechtskurve vor der Wipkingerbrücke. Betroffen war die Komposition 1629+1623 auf der Linie 13. Da der 1623 sowieso Revisionsfällig war, kam er nach der Revision R1.2 im September 1971 wieder zurück in den Linieneinsatz. 

### 18. Juli 1986: Geisterfahrt über zwei Kilometer
Ein VBZ-Angestellter manövrierte im Vorgelände des Depot Hard die leere Komposition 1629+1708 auf der Linie 13. Als der Wagenführer ausgestiegen war, um eine Weiche von Hand zu stellen, setzte sich die Komposition aufgrund eines Bedienungsfehlers selbständig rückwärts in Bewegung. Mit einer Geschwindigkeit von 32 km/h überquerte das herrenlose Tram den Escher-Wyss-Platz und setzte die Fahrt auf der Limmatstrasse in Richtung Innenstadt fort. Schliesslich prallte die Komposition bei der Haltestelle Bahnhofquai auf eine dort stehende Komposition der Linie 11, hierbei prallte der Wagen 1708 Heck an Heck auf den 2042, wobei ein massiver Schaden in der Höhe von 800 Tausend Franken verursacht wurde. An der "Blinden Kuh" entstand ein derart erheblicher Schaden, dass sie erst im Juni 1988 wieder in den Einsatz zurückkam. 

### 29. Juni 1991: Unfall beim Hauptbahnhof
Eine Komposition der Linie 13 bestehend aus den Wagen 1633+1641 entgleiste aufgrund übersetzter Geschwindigkeit in der Rechtskurve vor dem Bahnhofplatz und rammte die Kurbeli-Komposition auf der Linie 6 vom Central her kommend Richtung Bahnhofplatz.

### 2. Februar 2001: Entgleisung beim Wartau
Wegen einer falsch gestellten Weiche, entgleiste die Komposition 1644+1713 mit 30 km/h vor der Haltestelle Wartau stadtauswärts. Der Motorwagen war dabei aus der Schiene gehoben, gegen einen Fahrleitungsmast geprallt, sowie durch eine Stützmauer und eine Grünhecke. Zudem kollidierte das Tram noch mit einem auf der Limmattalstrasse stadteinwärts fahrenden Personenwagen. Am Wagen 1644 entstand ein Sachschaden von 250 Tausend Franken. Nach monatelanger Reparatur, kam der Wagen 1644 im September 2001 wieder zurück in den Einsatz.

### 4. April 2008: Auffahrkollision auf der Limmatstrasse
Am frühen Morgen prallte ein aus dem Depot Hard ausfahrender Tram der Linie 15 ins Heck eines stehenden Tramzuges der Linie 13, dabei rammte der Wagen 2014 ins Heck vom Wagen 1643, wobei ein grösserer Sachschaden entstand.

### 13. November 2008: Auffahrkollision auf der Bahnhofstrasse
Wegen einer Migräne-Aura beim Wagenführer der Linie 11, prallte dabei die auf der Linie 11 eingesetzte Cobra 3037 in eine stehende Komposition der Linie 13, bestehend aus 1642+1645.

### 18. September 2009: Eigenkollision beim Paradeplatz
Beim Paradeplatz ereignete sich eine Eigenkollision zwischen der Mirage 1686 (Linie 8) und Cobra 3019 (Linie 9), dabei rammte die in Richtung Stockerstrasse fahrende Mirage gegen die Cobra vom Talacker her kommend. Beim Wagen 1686 entstand ein Sachschaden von 45 Tausend Franken, dabei wurde die Front links die Verblechung mit Kastengerippe eingedrückt, Kupplung mit Träger gestaucht und Fangvorrichtung deformiert.

### 16. März 2010: Kollision beim Helvetiaplatz
Gegen 5:30 Uhr kollidierte ein von der Ankerstrasse her kommender Lastwagen gegen die Mirage 1667 auf der Linie 8 vom Stauffacher her kommend. Das Tram wurde zehn Meter aus den Schienen gehoben und schlitterte nach rechts in die Ankerstrasse, wo es kurz vor dem Helvetiaplatz zum Stillstand kam. Der Lastwagen wurde durch die Kollision nach links weggedrückt, überquerte die Stauffacherstrasse und kam schliesslich am Zaun des Kanzleiareals zum Stillstand. An der Mirage entstand Totalschaden.